# Jennifer Rostock
Jennifer Rostock – niemiecki zespół muzyczny założony w 2007 roku w Berlinie. Zespół zdobył rozgłos w 2008 po występie w niemieckim konkursie talentów Bundesvision Song Contest. Muzyka jaką wykonuje zespół jest zaliczana do punk rocka i electropopu.

## Muzycy
- Jennifer Weist – wokal
- Johannes „Joe” Walter – keyboard
- Alex Voigt – gitara
- Christoph Deckert – bas
- Christopher „Baku” Kohl – perkusja

## Dyskografia
- Ins Offene Messer (2008)
- Der Film (2009)
- Mit Haut und Haar (2011)
- Live in Berlin (2012)
- Schlaflos (2014)
- Genau in diesem Ton (2016)

## Galeria

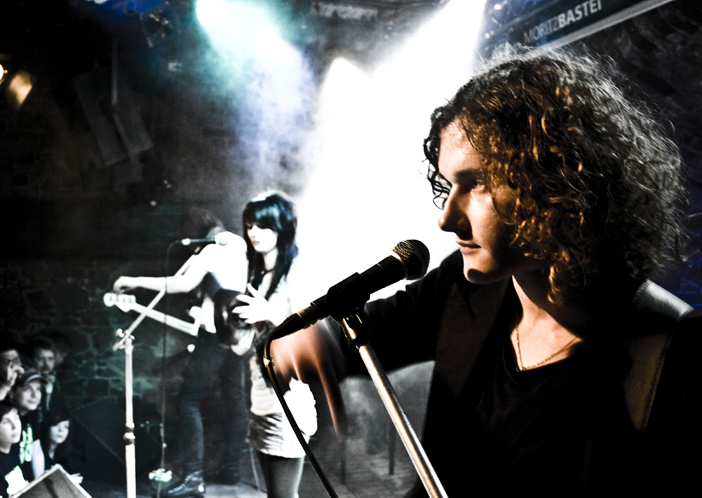
Gitara Alex Voigt, śpiew Jennifer Weist
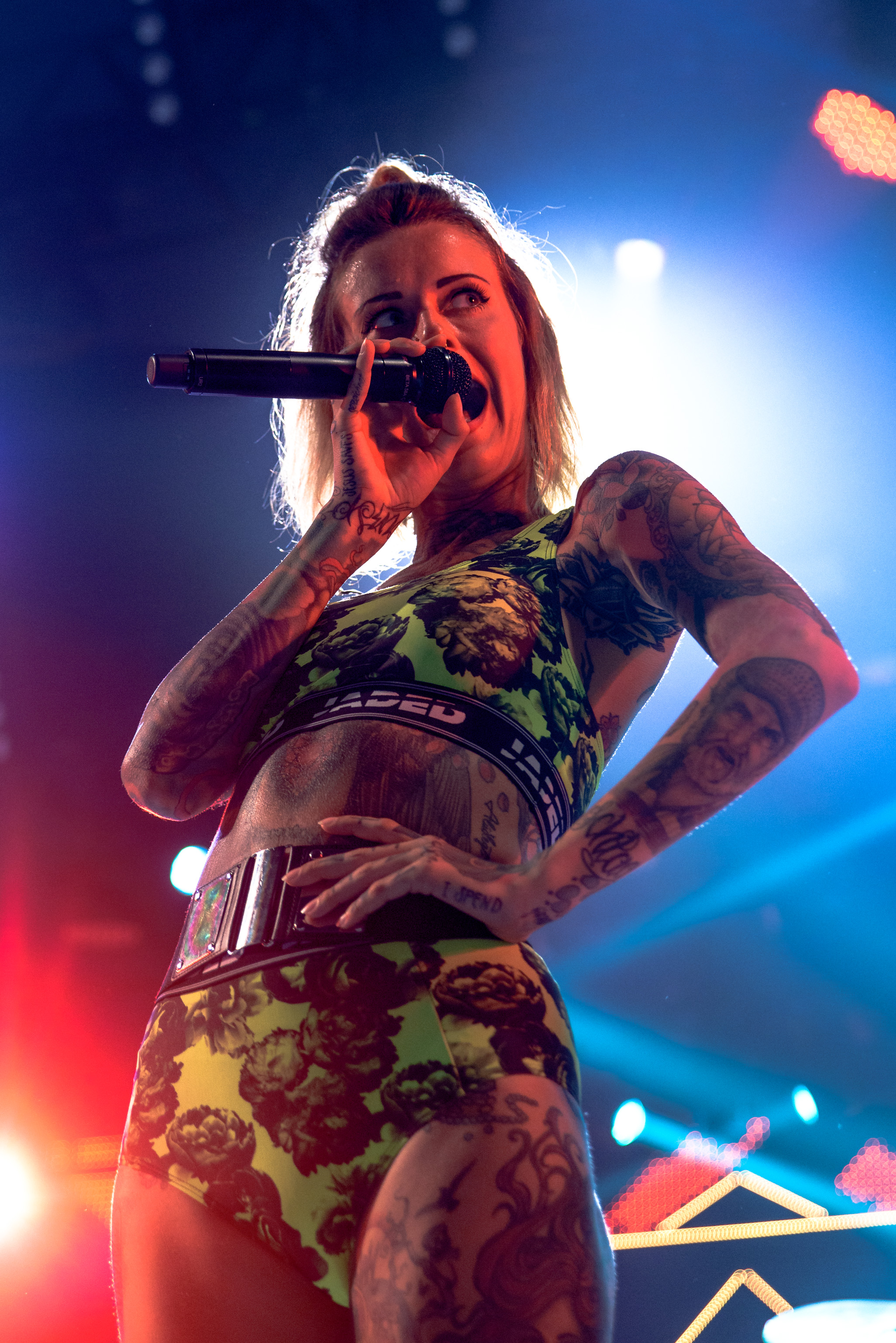
Jennifer Weist Live in Munich 2015
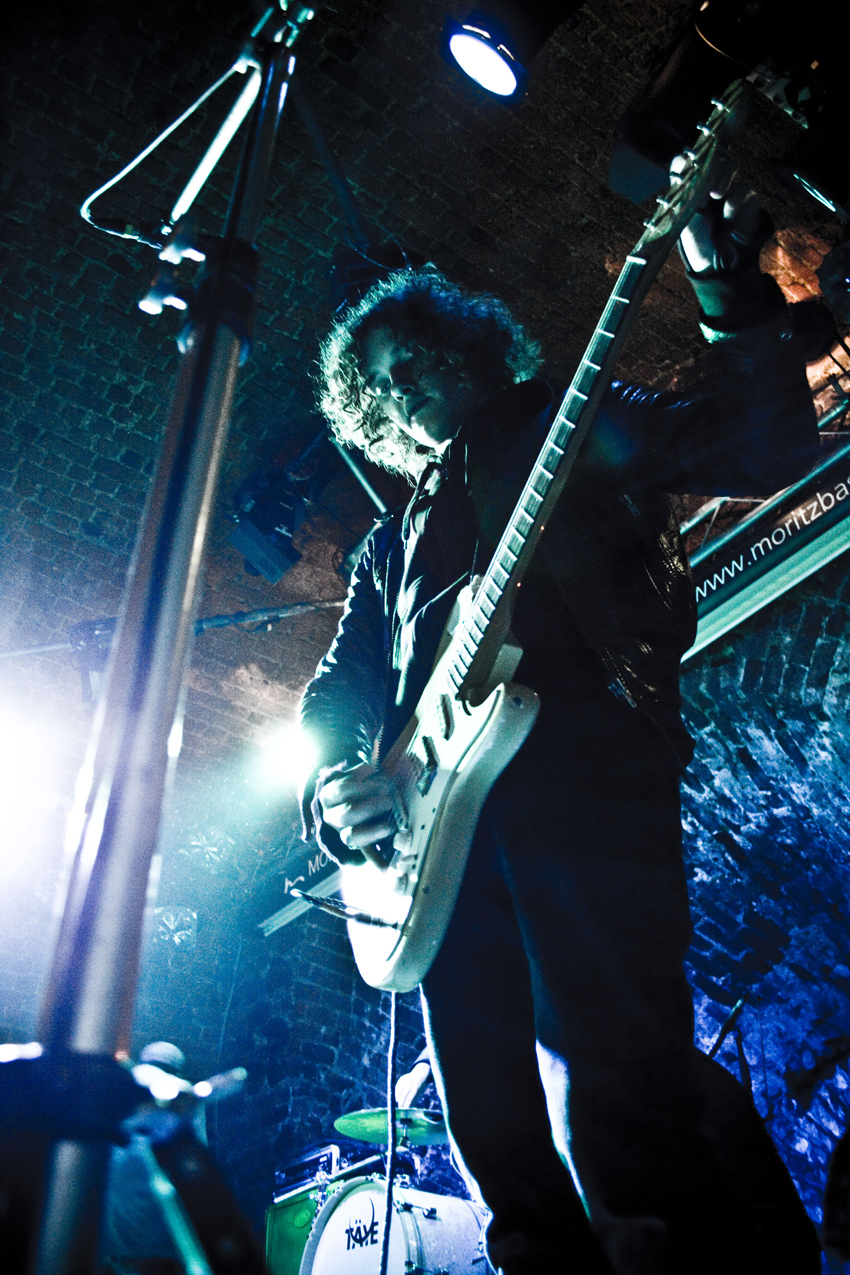
Alex Voigt